# 3-氯-1,2-丙二醇
3-氯-1,2-丙二醇（3-monochloropropane-1,2-diol），亦稱3-單氯丙二醇、單氯丙二醇，分子式。

## 性质
无色、有愉快性气味的吸湿性液体，放置后逐渐转变为微带绿色的黄色液体。溶于水、乙醇、乙醚、丙酮，微溶于甲苯，不溶于四氯化碳、苯和石油醚。

## 毒性
3-MCPD对啮齿动物为非遗传毒性致癌物质，且可透过血睾屏障和血脑屏障。

## 制造
由环氧氯丙烷於90～95°C、硫酸溶液中水解再经分馏制得。
{\displaystyle {\rm {\ H_{2}C(O)CHCH_{2}Cl+H_{2}O\rightarrow HOCH_{2}CH(OH)CH_{2}Cl}}}

## 可能致癌
制造化学酱油时需要用盐酸将原料脱脂大豆中的蛋白质水解为氨基酸，此过程也会使油脂分解为脂肪酸和甘油，甘油又可进一步与盐酸反应而被氯化产生「3-MCPD」。因此，化学酱油在制造过程中容易产生「3-MCPD」；而酿造酱油不经过此步骤，因此基本不会有「3-MCPD」产生。英国曾多次在进口的亚洲酱油制品中检出超标「3-MCPD」。
醬油為日常烹調食物的常用調味料，具有增加食物色香味的功能，醬油的主原料為黃豆蛋白，經由微生物發酵或加酸分解後，會被分解為小分子胺基酸、醛、酮或有機酸等呈味成份，豐富了醬油的美味。
由於發酵醬油的製程費時和所需成本較高，因此人們發明了加酸促進蛋白質分解的化學製造方法，提供了製造醬油的另一種選擇。但是化學方法分解蛋白質的製造過程卻容易產生可能對動物體致癌的「3-MCPD」，對人體的健康有潛在危險。

## 用途
3-氯-1,2-丙二醇可作醋酸纤维的溶剂，也可用于生产表面活性剂、增塑剂、染料和药物等。

## 相关事件
- 2001年英國抽驗醬油與蠔油，發現多數含致癌物單氯丙二醇（3-MCPD）遠高於歐盟標準 ，因此禁售了多國進口的醬油與蠔油。[6] 澳洲食物標準局隨後跟著進行檢驗，禁售了澳洲多款進口醬油與蠔油，其中包含統一醬油、金蘭醬油、香港李錦記蠔油（熊貓）、中國、菲律賓、越南等。[7]
- 2013年宜蘭羅東當地夜市攤販，5月中驚爆「毒醬油事件」。[8][9]